# Gunnar Cyrén

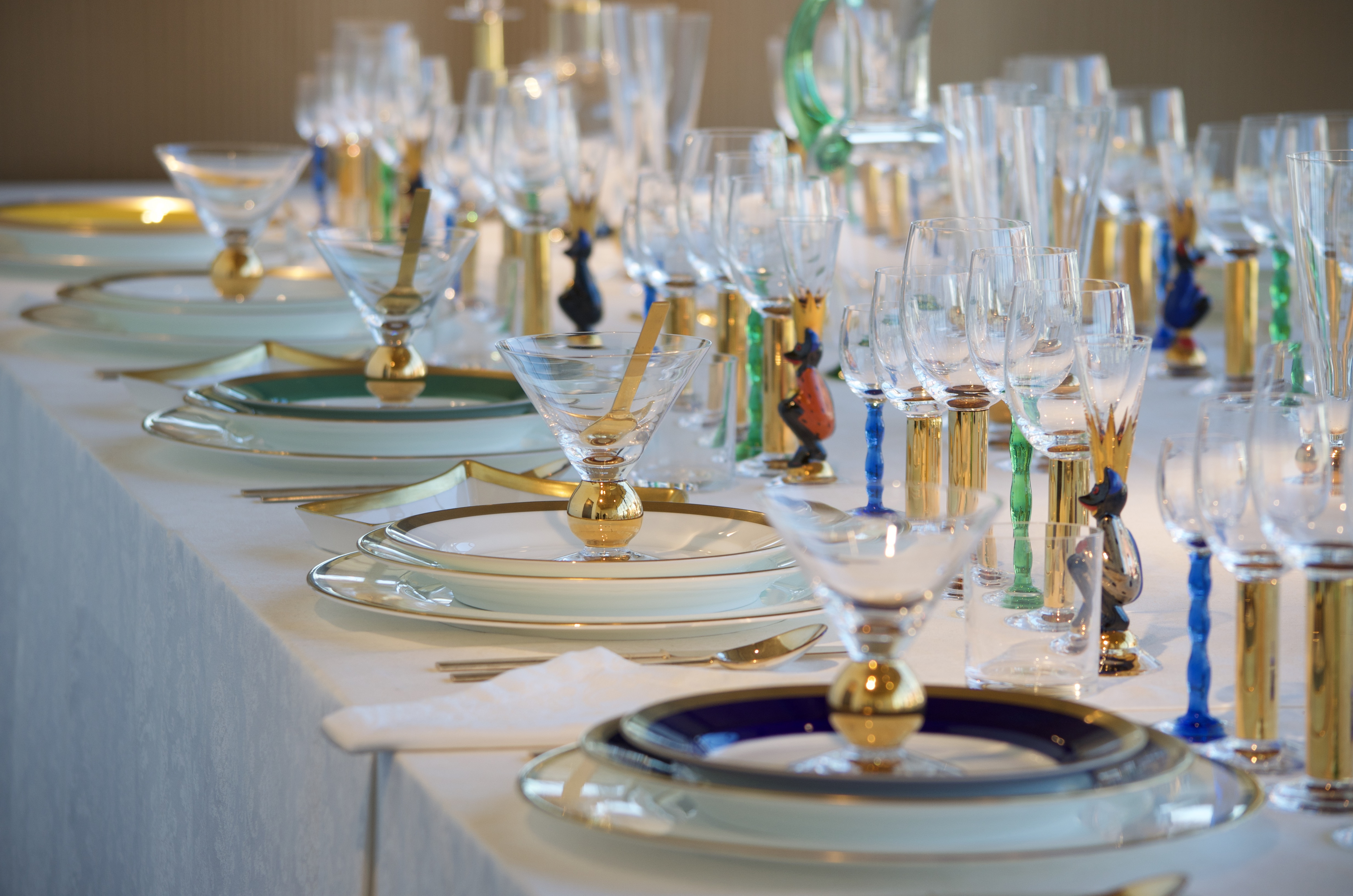
Nobelservisen med glas och bestick av Gunnar Cyrén.

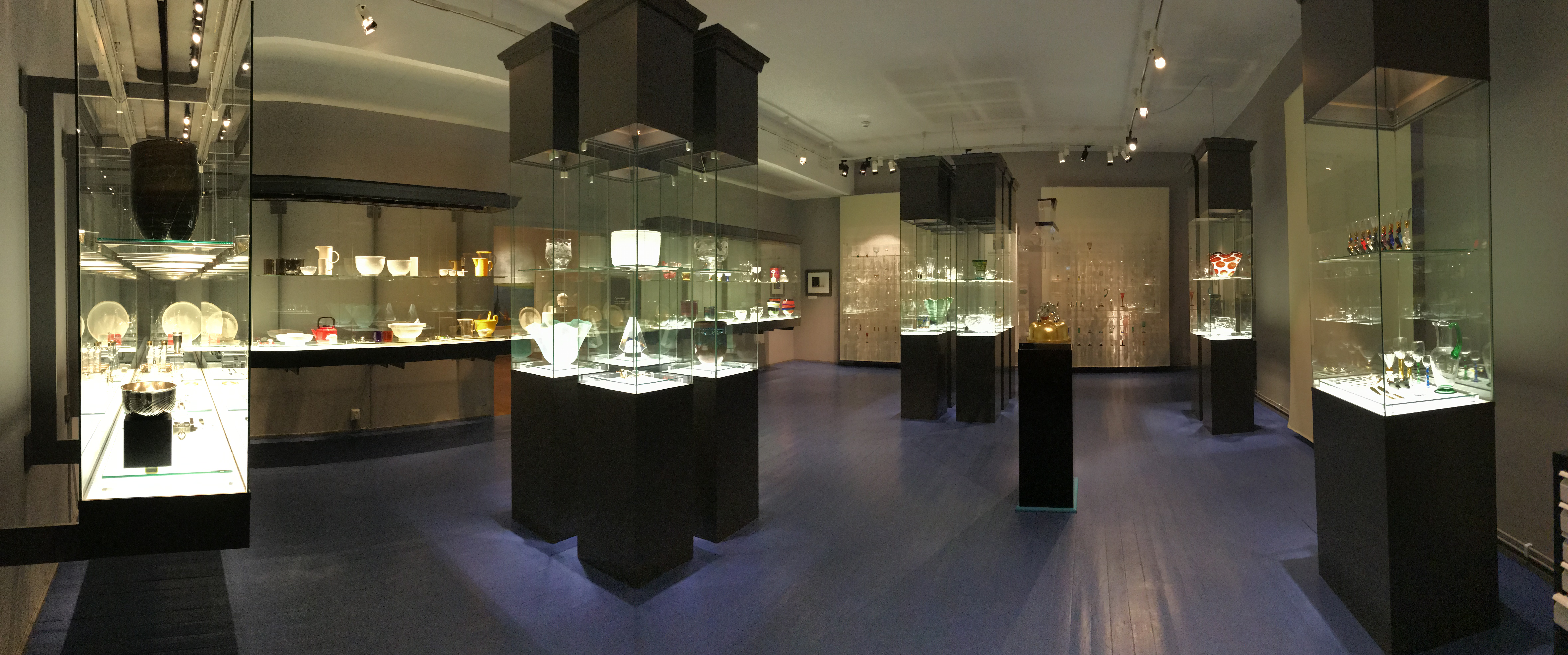
Cyrénsalen vid Länsmuseet Gävleborg.

Carl Gunnar Roland Cyrén, född 23 juli 1931 i Gävle, död 31 oktober 2013 i Gävle, var en svensk silversmed, glaskonstnär och industridesigner.

## Biografi
Gunnar Cyrén utbildade sig på metallinjen på Högre konstindustriella skolan i Stockholm och hade gesällbrev som både guld- och silversmed. Han kom till Orrefors glasbruk 1959, där han väckte stor uppmärksamhet med sina "popglas" i starka färger, se också popkonst.
Bland Cyréns främsta verk finns bestick och dricksglas till Nobelservisen samt olika föremål i glas ritade för Orrefors glasbruk. Till hans offentliga arbeten hör ett förgyllt kors för Trönö nya kyrka.
År 1975 grundade Cyrén en egen silversmedja i hemstaden Gävle. Han tilldelades Kungastipendiet 1962, Lunningpriset 1966 och Prins Eugen-medaljen 1988. 
I den så kallade Cyrénsalen på Länsmuseet Gävleborg finns över 300 glasföremål formgivna av Gunnar Cyrén. De är presenterade i montrar som även de formgavs av Cyrén.
Cyrén finns även representerad vid Nationalmuseum, Röhsska museet, Länsmuseet Gävleborg, Smålands museum, Nordiska museet, Kulturen, Tekniska museet, Postmuseum, Museum Stavanger, British museum, Victoria and Albert Museum och Museum of Modern Art.